# Campeonato Mundial de Tiro de 2014
El LI Campeonato Mundial de Tiro se celebró en Granada (España) entre el 8 y el 19 de septiembre de 2014 bajo la organización de la Federación Internacional de Tiro Deportivo (ISSF) y la Real Federación Española de Tiro Olímpico.
Las competiciones se realizaron en el campo de tiro del Centro Especializado de Alto Rendimiento de Tiro Olímpico Juan Carlos I, ubicado en la localidad andaluza de Las Gabias, al oeste de la capital granadina.

## Resultados

### Masculino
| Evento                                 | Oro                                           | Plata                                | Bronce                                     |
| -------------------------------------- | --------------------------------------------- | ------------------------------------ | ------------------------------------------ |
| Rifle 3 posiciones 300 m (19.09)       | Ole Kristian Bryhn · Noruega · 1175 (54) pts. | Cyril Graff Francia 1175 (42) pts.   | Odd Arne Brekne · Noruega · 1174 pts.      |
| Rifle 3 posiciones 300 m (equipos)     | Suiza · 3511                                  | Francia 3506                         | Noruega · 3483                             |
| Rifle en pos. tendida 300 m (15.09)    | Valérian Sauveplane Francia 599               | Johan Gustafsson · Suecia · 598 (39) | Michael McPhail Estados Unidos 598 (37)    |
| Rifle en pos. tendida 300 m (equipos)  | Noruega · 1789                                | Estados Unidos 1786                  | Francia 1784                               |
| Rifle estándar 300 m (17.09)           | Cyril Graff Francia 589 RM                    | Ole Kristian Bryhn · Noruega · 587   | Marcel Bürge · Suiza · 585                 |
| Rifle estándar 300 m (equipos)         | Noruega · 1734 (50)                           | Suiza · 1734 (48)                    | Francia 1731                               |
| Rifle 3 posiciones 50 m (13.09)        | Zhu Qinan China 457,2                         | Serguei Kamenski · Rusia · 456,0     | Vitali Bubnovich · Bielorrusia · 443,6     |
| Rifle 3 posiciones 50 m (equipos)      | China 3497                                    | Noruega · 3495                       | Rusia · 3494                               |
| Rifle en pos. tendida 50 m (11.09)     | Warren Potent Australia 210,0                 | Daniel Brodmeier · Alemania · 208,6  | Yuri Shcherbatsevich · Bielorrusia · 188,0 |
| Rifle en pos. tendida 50 m (equipos)   | China 1870,8                                  | Bielorrusia · 1870,0                 | Serbia 1868,4                              |
| Rifle de aire 10 m (08.09)             | Yang Haoran China 207,9                       | Nazar Luguinets · Rusia · 206,0      | Vitali Bubnovich · Bielorrusia · 184,9     |
| Rifle de aire 10 m (equipos)           | China 1886,5                                  | Rusia · 1880,5                       | Bielorrusia · 1874,0                       |
| Pistola 50 m (09.09)                   | Jin Jong-Oh Corea del Sur 192,3               | Jitu Rai India 191,1                 | Pang Wei China 172,6                       |
| Pistola 50 m (equipos)                 | China 1677                                    | Corea del Sur 1669                   | Corea del Norte 1666                       |
| Pistola rápida de fuego 25 m (14.09)   | Kim Jun-Hong Corea del Sur 33                 | Oliver Geis · Alemania · 30          | Li Yuehong China 28                        |
| Pistola rápida de fuego 25 m (equipos) | Alemania · 1745                               | República Checa · 1737               | Rusia · 1734                               |
| Pistola de fuego 25 m (19.09)          | Yusuf Dikeç Turquía 588                       | Olexandr Petriv · Ucrania · 585      | Tomáš Těhan · República Checa · 584        |
| Pistola de fuego 25 m (equipos)        | Ucrania · 1746                                | Rusia · 1737                         | Brasil · 1736                              |
| Pistola estándar 25 m (16.09)          | Yusuf Dikeç Turquía 581                       | João Costa Portugal 577              | Christian Reitz · Alemania · 573           |
| Pistola estándar 25 m (equipos)        | Ucrania · 1699                                | China 1698                           | Turquía 1695                               |
| Pistola de aire 10 m (11.09)           | Jin Jong-Oh Corea del Sur 200,3               | Yusuf Dikeç Turquía 198,0            | Vladimir Goncharov · Rusia · 178,9         |
| Pistola de aire 10 m (equipos)         | China 1750                                    | Corea del Sur 1744                   | Rusia · 1736                               |
| Blanco móvil 50 m (10.09)              | Łukasz Czapla · Polonia · 591                 | Rickard Johansson · Suecia · 587+20  | Dmitri Romanov · Rusia · 587+19            |
| Blanco móvil 50 m (equipos)            | Rusia · 1752                                  | Finlandia · 1748                     | Suecia · 1741                              |
| Blanco móvil mixto 50 m (11.09)        | Łukasz Czapla · Polonia · 397                 | Emil Martinsson · Suecia · 394       | József Sike · Hungría · 392                |
| Blanco móvil mixto 50 m (equipos)      | Suecia · 1166                                 | Rusia · 1164                         | República Checa · 1161                     |
| Blanco móvil 10 m (17.09)              | Emil Martinsson · Suecia ·                    | Zhai Yujia China                     | Dmitri Romanov · Rusia ·                   |
| Blanco móvil 10 m (equipos)            | Rusia · 1717                                  | China 1714                           | Hungría · 1714                             |
| Blanco móvil mixto 10 m (14.09)        | Zhai Yujia China 390                          | Emil Martinsson · Suecia · 389       | Dmitri Romanov · Rusia · 387               |
| Blanco móvil mixto 10 m (equipos)      | Rusia · 1136                                  | China 1131                           | Hungría · 1126                             |
| Foso (10.09)                           | Erik Varga · Eslovaquia ·                     | Edward Ling Reino Unido              | Giovanni Pellielo · Italia ·               |
| Foso (equipos)                         | Italia · 368                                  | Kuwait 367                           | República Checa · 365                      |
| Doble foso (14.09)                     | Joshua Richmond Estados Unidos                | Antonino Barillà · Italia ·          | Steven Scott Reino Unido                   |
| Doble foso (equipos)                   | Italia · 424                                  | Estados Unidos 422                   | China 418                                  |
| Skeet (19.09)                          | Alexandr Zemlin · Rusia ·                     | Anthony Terras Francia               | Azmy Mehelba · Egipto ·                    |
| Skeet (equipos)                        | Italia · 362                                  | Estados Unidos 359                   | Francia 358                                |

### Femenino
| Evento                                | Oro                              | Plata                             | Bronce                                 |
| ------------------------------------- | -------------------------------- | --------------------------------- | -------------------------------------- |
| Rifle 3 posiciones 300 m (19.09)      | Eva Rösken · Alemania · 581      | Elin Ahlin · Suecia · 580         | Erin McNeil Estados Unidos 578         |
| Rifle 3 posiciones 300 m (equipos)    | Polonia · 1717 RM                | Suiza · 1707                      | Estonia 1698                           |
| Rifle en pos. tendida 300 m (17.09)   | Charlotte Jakobsen Dinamarca 593 | Eva Rösken · Alemania · 592       | Anzela Voronova Estonia 591            |
| Rifle en pos. tendida 300 m (equipos) | Suecia · 1769                    | Alemania · 1766                   | Francia 1753                           |
| Rifle 3 posiciones 50 m (12.09)       | Beate Gauß · Alemania · 456,6    | Snježana Pejčić · Croacia · 455,1 | Malin Westerheim · Noruega · 4447,7    |
| Rifle 3 posiciones 50 m (equipos)     | Alemania · 1750                  | China 1738                        | Corea del Sur 1735                     |
| Rifle en pos. tendida 50 m (15.09)    | Beate Gauß · Alemania · 626,9    | Chen Dongqi China 625,4           | Esmari van Reenen Sudáfrica 624,7      |
| Rifle en pos. tendida 50 m (equipos)  | Alemania · 1869,6 RM             | China 1867,9                      | Ucrania · 1863,0                       |
| Rifle de aire 10 m (09.09)            | Petra Zublasing · Italia · 207,1 | Yi Siling China 206,8             | Sonja Pfeilschifter · Alemania · 185,9 |
| Rifle de aire 10 m (equipos)          | Alemania · 1253,6                | China 1250,5                      | Serbia 1244,3                          |
| Pistola 25 m (10.09)                  | Zhang Jingjing China             | Kim Jang-Mi Corea del Sur         | Renáta Tobai-Sike · Hungría ·          |
| Pistola 25 m (equipos)                | China 1741                       | Mongolia 1739                     | Corea del Sur 1734                     |
| Pistola de aire 10 m (12.09)          | Jung Jee-Hae Corea del Sur 197,4 | Olena Kostevych · Ucrania · 196,7 | Wu Chia Ying China Taipéi 177,0        |
| Pistola de aire 10 m (equipos)        | Serbia 1142                      | China 1141                        | Hungría · 1140                         |
| Blanco móvil 10 m (17.09)             | Yuliya Eidenzon · Rusia ·        | Viktoriya Rybovalova · Ucrania ·  | Olga Stepanova · Rusia ·               |
| Blanco móvil 10 m (equipos)           | China 1130                       | Rusia · 1125                      | Ucrania · 1092                         |
| Blanco móvil mixto 10 m (14.09)       | Su Li China 383                  | Yang Zeng China 379               | Galina Avramenko · Ucrania · 377       |
| Blanco móvil mixto 10 m (equipos)     | China 1133                       | Rusia · 1105                      | Ucrania · 1075                         |
| Foso (12.09)                          | Katrin Quooß · Alemania ·        | Fátima Gálvez · España ·          | Catherine Skinner Australia            |
| Foso (equipos)                        | Alemania · 214                   | Italia · 213                      | España · 209                           |
| Skeet (15.09)                         | Brandy Drozd Estados Unidos      | Elena Allen Reino Unido           | Danka Barteková · Eslovaquia ·         |
| Skeet (equipos)                       | Reino Unido 213                  | Eslovaquia · 213                  | Estados Unidos 212                     |

- RM – récord mundial

## Medallero
| Núm. | País            | Oro | Plata | Bronce | Total |
| ---- | --------------- | --- | ----- | ------ | ----- |
| 1    | China           | 13  | 11    | 3      | 27    |
| 2    | Alemania        | 9   | 4     | 2      | 15    |
| 3    | Rusia           | 5   | 7     | 8      | 20    |
| 4    | Corea del Sur   | 4   | 3     | 2      | 9     |
| 5    | Italia          | 4   | 2     | 1      | 7     |
| 6    | Suecia          | 3   | 5     | 1      | 9     |
| 7    | Noruega         | 3   | 2     | 3      | 8     |
| 8    | Polonia         | 3   | 0     | 0      | 3     |
| 9    | Francia         | 2   | 3     | 4      | 9     |
| 9    | Ucrania         | 2   | 3     | 4      | 9     |
| 11   | Estados Unidos  | 2   | 3     | 3      | 8     |
| 12   | Turquía         | 2   | 1     | 1      | 4     |
| 13   | Reino Unido     | 1   | 2     | 1      | 4     |
| 13   | Suiza           | 1   | 2     | 1      | 4     |
| 15   | Eslovaquia      | 1   | 1     | 1      | 3     |
| 16   | Serbia          | 1   | 0     | 2      | 3     |
| 17   | Australia       | 1   | 0     | 1      | 2     |
| 18   | Dinamarca       | 1   | 0     | 0      | 1     |
| 19   | Bielorrusia     | 0   | 1     | 4      | 5     |
| 20   | República Checa | 0   | 1     | 3      | 4     |
| 21   | España          | 0   | 1     | 1      | 2     |
| 22   | Croacia         | 0   | 1     | 0      | 1     |
| 22   | Finlandia       | 0   | 1     | 0      | 1     |
| 22   | India           | 0   | 1     | 0      | 1     |
| 22   | Kuwait          | 0   | 1     | 0      | 1     |
| 22   | Mongolia        | 0   | 1     | 0      | 1     |
| 22   | Portugal        | 0   | 1     | 0      | 1     |
| 28   | Hungría         | 0   | 0     | 5      | 5     |
| 29   | Estonia         | 0   | 0     | 2      | 2     |
| 30   | Brasil          | 0   | 0     | 1      | 1     |
| 30   | China Taipéi    | 0   | 0     | 1      | 1     |
| 30   | Corea del Norte | 0   | 0     | 1      | 1     |
| 30   | Egipto          | 0   | 0     | 1      | 1     |
| 30   | Sudáfrica       | 0   | 0     | 1      | 1     |
|      | TOTAL           | 58  | 58    | 58     | 174   |